# Арджел
Арджел (рум. Argel) — село у повіті Сучава в Румунії. Входить до складу комуни Молдовіца.

## Розташування
Село знаходиться на відстані 372 км на північ від Бухареста, 60 км на захід від Сучави.

## Історія
Давнє українське село південної Буковини. За переписом 1900 року в селі Арджел Кимполунгського повіту були 108 будинків, проживав 461 мешканець: 414 українців, 3 румуни, 18 німців, 25 євреїв.
Згідно з переписом 1930 року населення села Арджел становило 612 жителів. Більшість мешканців були русинами (87,75%), німців (4,08%), євреїв (1,8%), поляків (0,82%), румун (5,39%). З релігійної точки зору більшість мешканців були православними (92,81%), але були також римо-католики (4,58%), греко-католики (0,65%) та євангелісти/лютерани (0,16%).[джерело?]

## Населення
За даними перепису населення 2002 року у селі проживали 1018 осіб.
Національний склад населення села:
| Національність | Кількість осіб | Відсоток |
| -------------- | -------------- | -------- |
| румуни         | 858            | 84,3%    |
| українці       | 144            | 14,1%    |
| німці          | 12             | 1,2%     |

Рідною мовою назвали:
| Мова       | Кількість осіб | Відсоток |
| ---------- | -------------- | -------- |
| румунська  | 897            | 88,1%    |
| українська | 120            | 11,8%    |